# Christoph Menz
Christoph Mens (Maagdenburg, 22 december 1988) is een Duitse voetballer (middenvelder) die sinds 2013 voor de Duitse tweedeklasser Dynamo Dresden uitkomt. Voordien speelde hij voor 1. FC Union Berlin